# Марион (Јута)
Марион (енгл. Marion) насељено је место без административног статуса у америчкој савезној држави Јута.

## Демографија
По попису из 2010. године број становника је 685.
| Група             | 2000.    | 2010.       |
| Белци             | 0 (0,0%) | 655 (95,6%) |
| Афроамериканци    | 0 (0,0%) | 0 (0,0%)    |
| Азијати           | 0 (0,0%) | 0 (0,0%)    |
| Хиспаноамериканци | 0 (0,0%) | 25 (3,6%)   |
| Укупно            | 0        | 685         |